# 奔雷
奔雷（英語：Flying Thunder，2015年2月24日—2020年4月28日），是一匹曾在英國和香港出賽的賽駒，練馬師是羅富全。

## 簡介
週歲價為25,000英鎊的「奔雷」以英國為基地，曾出戰國際三級賽Horris Hill錦標取得第四名。其後，「奔雷」被運來香港服役，加盟羅富全馬房。
2019年1月27日，「奔雷」於香港首次出賽。
2019年4月28日，「奔雷」打開其在港的勝利之門。
2019年6月23日，利敬國策騎「奔雷」勝出國際三級賽精英盃，使得利敬國取得在港的首場分級賽頭馬。賽後，利敬國說道：「很高興在這裡贏取了一項分級賽。馬兒給我的感覺極佳，牠是匹進步中的馬。我策騎牠首次獲勝時，牠給予我的印象已經甚佳，而今天牠的表現又比那一次更好。有這樣的結果真是太好了！牠是匹有趣的馬，牠追趕對手時很努力，然而超越對手之後就會自動留力，不會是大勝四、五個馬位那種馬，但求勝出便足夠。馬兒現階段仍有點稚嫩，但隨著年齡增長將會更為成熟。現時要預測牠未來的成就會有多高仍屬太早，可以肯定的是牠的前途一片光明。」練馬師羅富全說道：「初期我亦曾安排牠跑過一場千四米，當時牠跑來有點搶口，因此我隨後數次讓牠回師1200米。今日牠再度競逐1400米，跑來放鬆許多，亦贏得更加從容。日後只要牠的口勁更為收斂，可以嘗試增程跑1600米。」
2020年4月28日，「奔雷」參與第一組泥地1200米試閘，可惜跑到途中跛腳被收停，之後送院治理，並於當日下午被公佈已取消登記，證實被人道毀滅。

## 在港勝出賽事全紀錄
| 比賽日期   | 賽事名稱       | 賽事班次 | 賽道 | 賽事路程 | 比賽馬場 | 名次 | 完成時間 | 騎師   |
| ---------- | -------------- | -------- | ---- | -------- | -------- | ---- | -------- | ------ |
| 28/04/2019 | 衛保險卓宇讓賽 | 第二班   | 草地 | 1200米   | 沙田馬場 | 1    | 1:08.74  | 利敬國 |
| 23/06/2019 | 精英盃         | G3       | 草地 | 1400米   | 沙田馬場 | 1    | 1:21.16  | 利敬國 |

## 在港以外大賽出賽全紀錄
| 比賽日期   | 賽事名稱        | 賽事班次 | 賽道 | 賽事路程 | 比賽馬場   | 名次 | 完成時間 | 騎師   |
| ---------- | --------------- | -------- | ---- | -------- | ---------- | ---- | -------- | ------ |
| 28/10/2017 | Horris Hill錦標 | G3       | 草地 | 1408米   | 紐百利馬場 | 4    | —        | 金誠剛 |

## 外部連結
- . 2019-06-23  [2020-05-01]. （原始内容存档于2019-11-15）.